# Ravi (rivière)
Pour les articles homonymes, voir Ravi.
Le Ravi est une rivière de l'Inde et du Pakistan, servant de limite frontalière entre les deux pays. C'est l’une des « Cinq Rivières » (Beas, Chenab, Jhelum, Ravi et Sutlej) du Pendjab (grande région indo-pakistanaise), affluent de la Chenab (rive située à gauche du Ravi). Elle fait partie des rivières drainant l’Himalaya et mesure 725 kilomètres.

## Géographie
La Ravi se situe au nord-est du Pakistan et au nord-ouest de l’Inde. Au Pakistan, elle traverse Lahore, se jette dans le fleuve Indus, qui lui-même se jette dans la mer d'Arabie.
Chamba, à une altitude de 996 mètres, est l'ancienne capitale des rois de Pahari. À travers cette vallée, la rivière s'écoule entre les massifs du Pir Panjal, au nord, et du Dhaula Dhar, au sud.
Le cours d'eau alimente un réseau de canaux de 30 500 km, l'un des plus longs du monde.

## Histoire
Il s'agit de l'ancien Hydraotès de l'Antiquité.

## Littérature ou poésie
La beauté romantique des paysages de cette vallée a été source d'inspiration pour la tradition poétique au Pendjab.